# 八ッ場大橋
八ッ場大橋（やんばおおはし）は、群馬県吾妻郡長野原町の吾妻川（八ッ場あがつま湖）に架かるエクストラドーズド橋。八ッ場ダム建設に伴う付替道路として建設された。建設中の仮称は湖面1号橋。同様の付替道路として群馬県道375号林岩下線の不動大橋（湖面2号橋）と国道145号の丸岩大橋（湖面3号橋）がある。

## 建設の背景
八ッ場ダム建設に伴い、水没地域の住民の代替地がダム湖の右岸（川原湯地区）と左岸（川原畑地区）に分かれることから、これらの地域を結び、生活再建を支援するために計画された橋である。群馬県道377号川原畑大戸線の一部となっている。

## 概要
- 橋長:494 m
- 高さ:73.5 m
- 幅員:2車線6.0（13.5）m、両側歩道付
- 建設年次:2008年（平成20年）着工、2014年（平成26年）10月1日15:00開通[1][注釈 1]

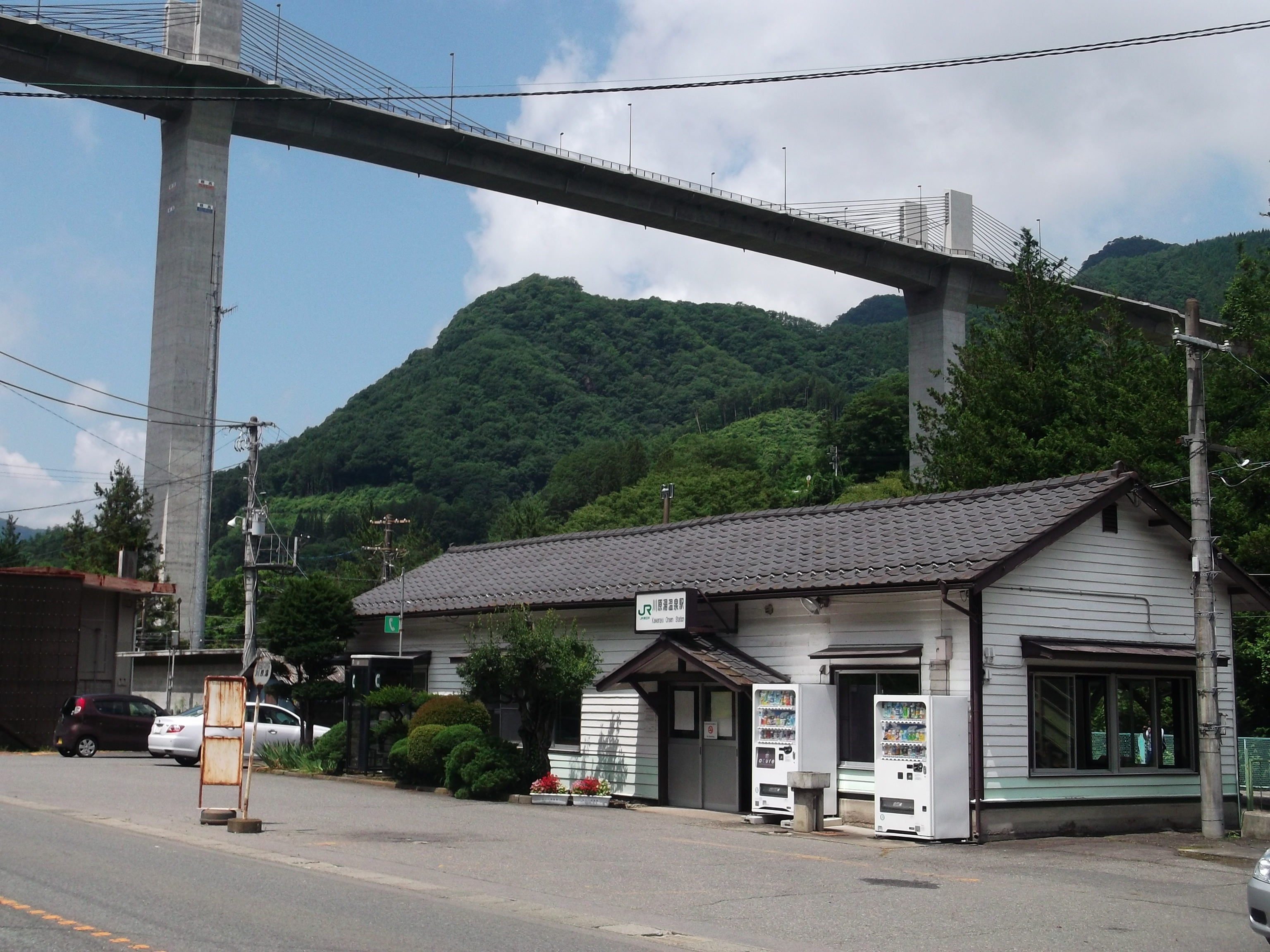
建設中の湖面1号橋と旧川原湯温泉駅（2014年7月）
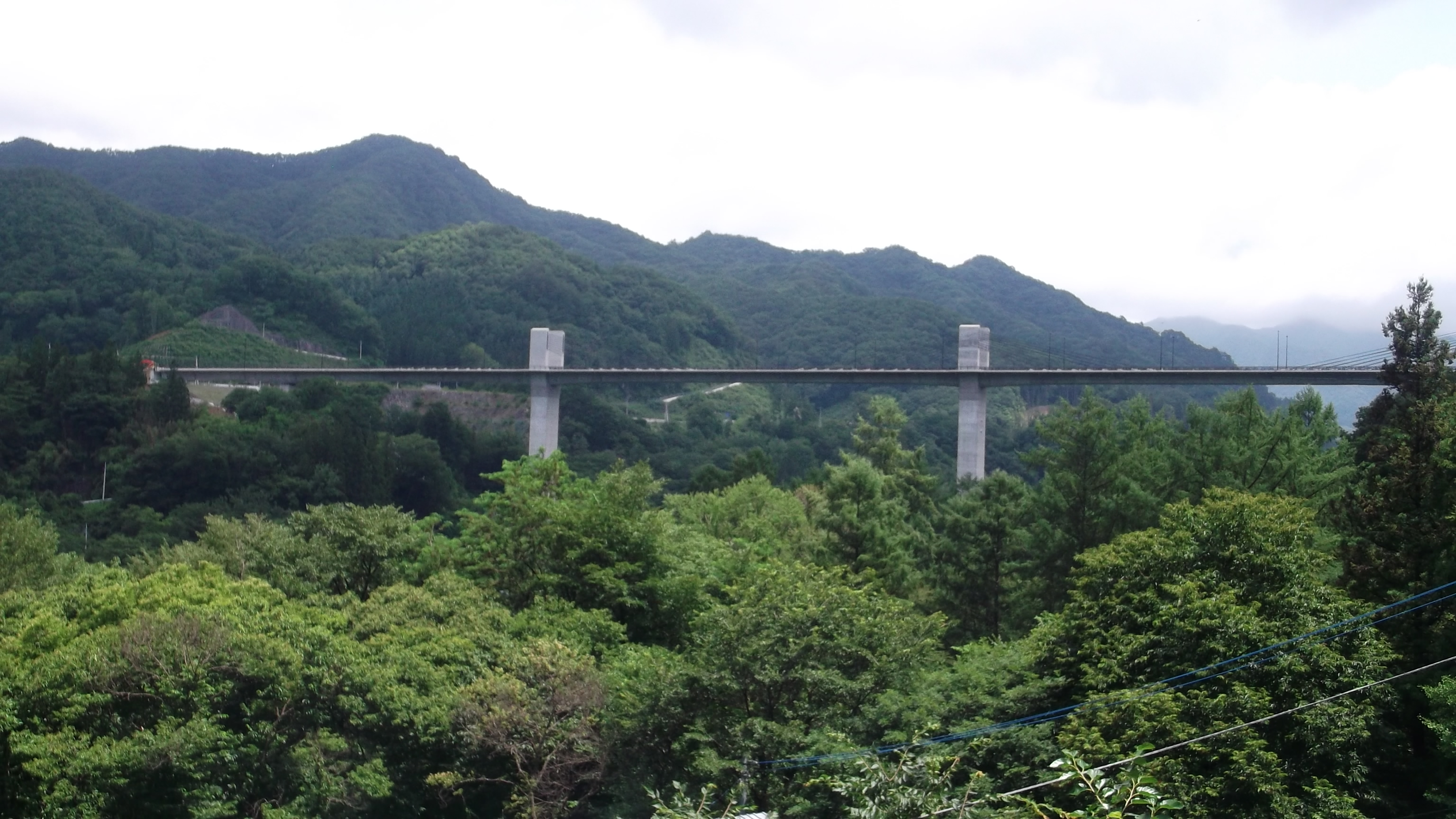
建設中の湖面1号橋（2014年7月）

## 歴史
八ッ場ダム完成以前は国道145号が当地付近で八ッ場大橋と千歳新橋の2か所で吾妻川を渡河していた。このうち、下流側に架かっていたのが八ッ場大橋で2橋ともに府県道中之条上田線として1933年（昭和8年）に完成した。
八ッ場ダムの工事中止を公約に掲げた民主党が2009年（平成21年）8月30日に投開票が行われた第45回衆議院議員総選挙に勝利。橋脚工事の最中で足場が組まれた状態の湖面1号橋は、八ッ場ダム工事是非の象徴的な構造物として報道される機会が増えた。民主党政権（民社国連立政権鳩山由紀夫内閣）が誕生し、本堤の工事はもちろんのこと橋についても建設の可否が不透明な状態となったが、同年12月1日、群馬県県特定ダム対策課は橋脚の入札公告を出し、県として事業を継続する姿勢を示した。一方、国も2010年（平成22年）3月18日、前原誠司国土交通相が住民の意向調査の結果を踏まえ、本堤工事とは切り離して生活再建事業の一つとして事業継続することを表明した。